# Dienstleistungsgenossenschaft
Dienstleistungsgenossenschaften sind wirtschaftliche Zusammenschlüsse von Dienstleistern, die in der Unternehmensform der Genossenschaft Vorteile für ihre Mitglieder am Markt erreichen wollen. Traditionell bekannt sind zum Beispiel Taxigenossenschaften, in denen Einzelunternehmer des Taxigewerbes eine gemeinsame Taxizentrale organisieren. 
Aber auch die großen Genossenschaften der IT-Branche wie Datev und Denic zählen zu den Dienstleistungsgenossenschaften. Datev erbringt IT-Dienstleistungen für seine Mitglieder aus den steuerberatenden Berufen und Denic verwaltet für seine Mitglieder aus dem Bereich der Internetprovider den Gesamtbestand der deutschen Internetdomains. Dienstleistungsgenossenschaften, wie die IT-Dienstleistungsgenossenschaft JARIVA bietet ihren Mitgliedern als Dienstleistung die Vermittlung in IT-Projekte bei Kundenunternehmen und tritt damit in Konkurrenz zur rein kommerziellen Personalvermittlung.
Eine besondere Form der Dienstleistungsgenossenschaften sind Assistenz-Genossenschaften, in denen sowohl Pfleger, wie auch behinderte Menschen gemeinsam einen Pflegebetrieb betreiben. Auch Mediengenossenschaften können als Dienstleistungsgenossenschaft organisiert sein.